# David Carlson
David Carlson (nacido el 13 de marzo de 1952) es un compositor estadounidense.
Carlson estudió teoría y composición en Los Angeles High School of the Arts y con Leonard Stein en el California Institute of the Arts. Desde 1988 hasta 1992 fue coordinador de la serie New and Unusual Music de la Sinfónica de San Francisco.
Las obras sinfónicas de David Carlson han sido interpretadas por la Orquesta de Filadelfia, la Orquesta Sinfónica Nacional (Estados Unidos), la Sinfónica de San Francisco, la Sinfónica de la BBC, la Orquesta Sinfónica de Atlanta, la Orquesta Sinfónica de San Luis, el Festival de Tanglewood y otras. Ha compuesto varias piezas de cámara, incluyendo una sonata para violonchelo, una amplia obra para violonchelo y coro masculino titulada Nocturno, y dos conciertos para violonchelo, así como una amplia obra para viola y piano True Divided Light,  estrenada en 2005.  Carlson es el receptor de premios de la Academia Americana de Artes y Letras, Meet the Composer, Chamber Music America y otras becas.  Ha escrito cuatro óperas, tres de ellas han reibido numerosas representaciones.  The Midnight Angel, según libreto e historia original de Peter S. Beagle, fue un encargo del Teatro de Ópera de San Luis, Glimmerglass Opera, y Sacramento Opera; en 2007 estrenó una nueva producción por el Teatro de Ópera Skylight de Milwaukee. Dreamkeepers, con una historia original y libreto de Aden Ross, fue un encargo de la Ópera de Utah en conmemoración del Centenario de Utah de 1996 y tuvo una nueva producción por la Ópera de Tulsa en el año 1998.  Anna Karenina, en colaboración con el célebre libretista y director británico Colin Graham, fue un encargo de la Grand Opera de Florida en conmemoración de la inauguración en 2007 del Teatro de Ópera Ziff en Miami, con una coproducción por el Teatro de Ópera de San Luis.  Anna Karenina recibió una nueva producción en septiembre de 2010 por la Ópera San Jose.  Una obra reciente, The Promise  of Time, fue escrita para la soprano estadounidense Christine Brewer en virtud del programa en encargos Bay Area’s Magnum Opus (textos originales de Susan Kinsolving), con representaciones por la Orquesta Sinfónica de Marin, Sinfónica de Oakland East Bay, y Sinfónica de Santa Rosa.

## Composiciones
Las obras de Carlson están publicadas por Carl Fischer Music, Inc., Nueva York.
Orquesta
- "Toccata Robotica" para orquesta (2010)
- Serenade para orquesta de cámara (basada en una obra para piano de J.C. Bach) (2006)
- Episodes de la ópera Anna Karenina (2006)
- Bear Dance on Ute Indian Rhythms (2001)
- Quantumsymphony (2001)
- Symphonic Sequences de la ópera Dreamkeepers (1996)
- Twilight Night (1989)
- Lilacs [Epitaph] (1991)
- Rhapsodies (1986)
- Quixotic Variations (1978)

Concertante
- Concierto para violonchelo n.º 1 (1979)
- Concierto para violín (1988)
- Concierto para violonchelo n.º 2 para violonchelo solo y orquesta de cvuerdas o 15 cuerdas solas (1997)

Música de cámara
- Cuarteto de viento (flauta, oboe, clarinete, fagot) (2010)
- Cuarteto de cuerda n.º 2 (2008)
- True Divided Light para viola y piano (2005) (también versión para violín y piano)
- Absolute Music para cuarteto de saxofón (2001)
- Glimmerglass Fanfare para cuarteto de metal (2000)
- Quantum Quartet para clarinete, viola, violonchelo y piano (1998)
- Resurrection para órgano (1989)
- Sonata para violonchelo y piano (1992)
- Cuarteto de cuerda n.º 1 (1982)
- Hymnal Variations para piano a 4 manos (1968)

Ópera
- Anna Karenina  (2007); libreto de Colin Graham
- Dreamkeepers (1996); libreto de Aden Ross
- The Midnight Angel (1993); libreto de Peter S. Beagle

Coro y orquesta
- Constellations para coro SATB, orquesta de cuerda y arpa (2000); texto de Susan Kinsolving (también versión para coro SATB y orquesta)
- Nocturno (1991); texto en latín para Salmos 113, 90, y 148
- Missa Lyrica (1969);  texto en latín

Música vocal
- Dona Nobis Pacem, para coro SATB, órgano, y celesta fuera de escena (2010), texto en latín del Salmo 133
- The Promise of Time, 3 canciones para soprano y gran orquesta (2010); textos de Susan Kinsolving
- Vocalise para soprano y piano (2005)
- Constellations, Cantata para coro de cámara (2000); texto de Susan Kinsolving
- Nocturno para violonchelo solo y 8 voces masculinas (1990); texto en latín de los Salmos 113 y 90
- The Martyrdom of Saint Sebastian, (1985) Escena de concierto para tenor y orquesta